# Arthur Delmas
Pour les articles homonymes, voir Delmas.
Arthur Vincent Delmas, né le 27 juillet 1853 à Ambrugeat (Corrèze) et mort le 25 janvier 1929 à Saint-Angel (Corrèze), est un homme politique français.

## Biographie
Pharmacien à Meymac, Arthur Delmas devient par la suite distillateur de liqueurs.

### Parcours politique
Conseiller municipal de Meymac en 1883, il est maire de 1886 à 1919. Il est conseiller d'arrondissement de 1878 à 1886 et conseiller général du canton de Meymac de 1886 à 1919.

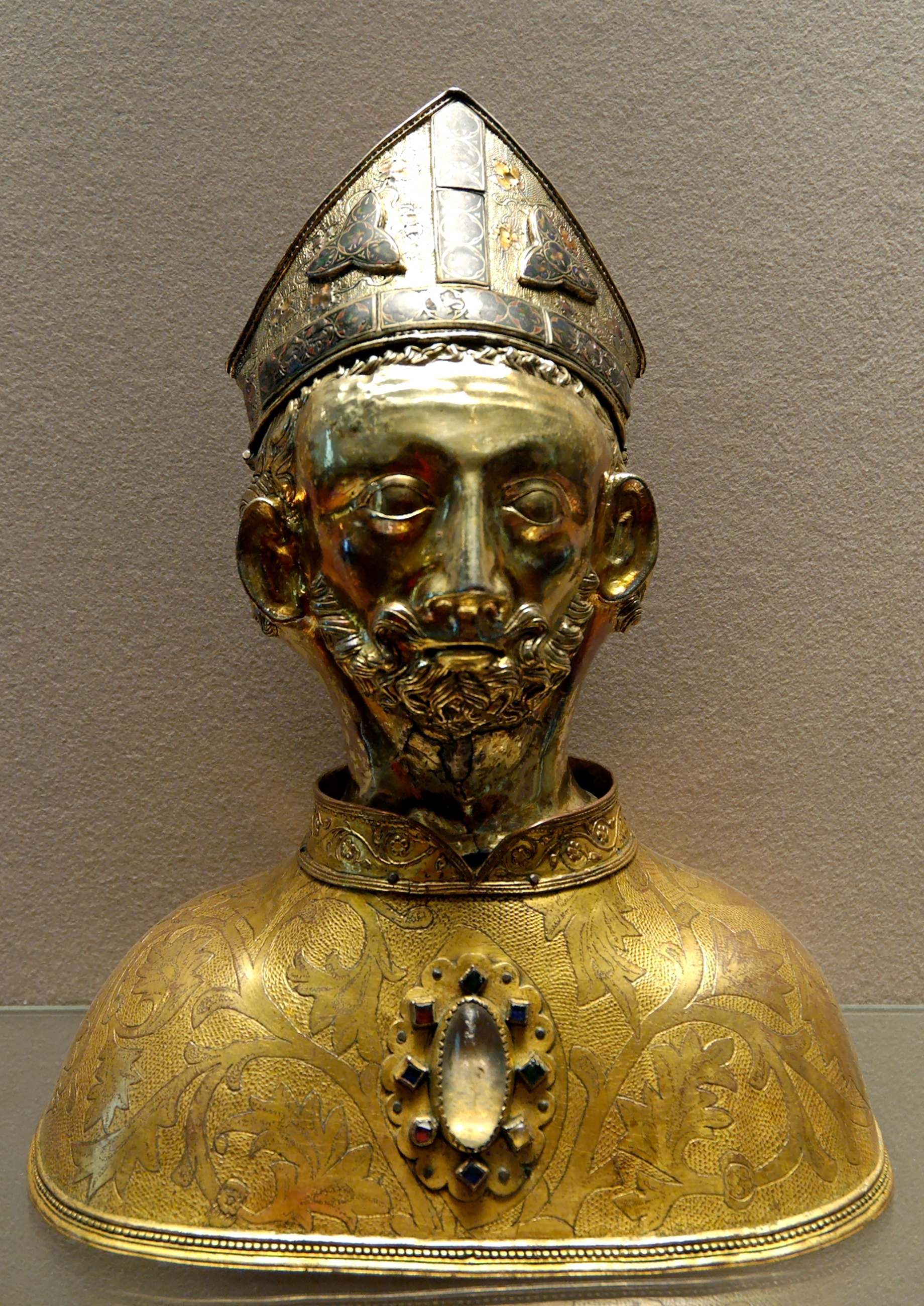
Buste-reliquaire de saint Martin (église de Soudeilles).

Député de la Corrèze de 1894 à 1914, il est inscrit au groupe de la Gauche radicale.
Il est mis en cause et condamné en novembre 1911 par le tribunal d'Ussel pour une affaire d'escroquerie — l'affaire du buste-reliquaire de saint Martin de Soudeilles — impliquant notamment John Pierpont Morgan,,.
À la suite de cela, il se représente pour un nouveau mandat de député lors des élections d'avril 1914. Il est soutenu par le seul (et unique) numéro du journal La Voix des Corréziens de Paris. Mais c'est son petit-neveu, Henri Queuille, qui est élu et qui lui succèdera dans ses différents mandats.